# لن چگلفسکی
لن چگلفسکی (انگلیسی: Len Ceglarski; ۲۷ ژوئن ۱۹۲۶ – ۱۶ دسامبر ۲۰۱۷) بازیکن هاکی روی یخ، و بازیکن بیسبال اهل ایالات متحده آمریکا بود.